# Fabian Ewertz
Fabian Ewertz (* 3. Juli 1981 in Euskirchen) ist ein deutscher Fußballtrainer und ehemaliger -spieler.

## Karriere

### Spieler
Ewertz begann in Dahlem bei der dort ansässigen SG Dahlem-Schmidtheim mit dem Fußballspielen. Von 1996 bis 1999 gehörte er der A-Jugendmannschaft von Bayer 04 Leverkusen an. Am 2. Juli 2000 gehörte er – ab der 71. Minute für Thorsten Burkhardt eingewechselt – der spielenden Mannschaft an, die das Endspiel um die Deutsche A-Junioren-Meisterschaft in der heimischen BayArena mit 4:2 über Werder Bremen gewann.
Zur Saison 1999/2000 rückte er in die Zweite Mannschaft von Bayer 04 Leverkusen auf, für die er bis Saisonende in der seinerzeit drittklassigen Regionalliga West/Südwest Punktspiele bestritt. Da Platz 16 von 20 für die Qualifikation der zukünftig und in zwei Staffeln auszutragenden Regionalliga Nord nicht reichte, spielte er in der Saison 2000/01 in der seinerzeit viertklassigen Oberliga Nordrhein, aus der er mit seiner Mannschaft als Meister hervorging und den Aufstieg in die Regionalliga Nord nachholte. In der Folgesaison stieg seine Mannschaft ab; er jedoch schloss sich zur Saison 2003/04 dem Zweitligisten Alemannia Aachen an, für den er sieben Punkt- und zwei Pokalspiele bestritt.
Von 2004 bis 2006 bestritt er 48 Punktspiele für den VfL Osnabrück in der Regionalliga Nord, in denen ihm ein Tor gelang; des Weiteren kam er in jeweils zwei Spielen um den DFB-Pokal zum Einsatz. In der Folgesaison gehörte er nicht zum Spielkader und von Oktober bis Dezember 2006 plagten ihn Kniebeschwerden, sodass er lediglich ein Punktspiel als Einwechselspieler für den FK Pirmasens in der Regionalliga Süd, bei der 0:2-Niederlage im Heimspiel gegen den FC Bayern München II bestritt. In der Folgesaison – inzwischen für den VfR Aalen spielberechtigt – kam er in nur zwei Punktspielen zum Einsatz.
Diesem Umstand geschuldet kehrte er in seine Heimat, die Nordeifel, zurück und schloss sich dem unterklassigen in Kall ansässigen Kaller SC an. Es folgten mit den Vereinen TuS Mötsch und der Zweiten Mannschaft des FC Bitburg zwei weitere Vereine aus der Eifel, denen er angehörte.

### Trainer
Nach dem Erwerb seiner Trainerlizenz war er zunächst von 2012 bis 2014 Trainer des Bezirksligisten Kaller SC. Anschließend übernahm er den FC Bitburg und führte den Verein ein Jahr später aus der Kreisliga A Eifel in die Bezirksliga West Rheinland und am Saisonende 2019/20 in die  Rheinlandliga.

## Erfolge
- Meister Oberliga Nordrhein 2001 und Aufstieg in die Regionalliga Nord
- Deutscher A-Juniorenmeister 2000